# 信使核糖核酸

mRNA在真核細胞中的交互作用。Pre-mRNA經由轉錄被創造出來；在經過增加5'端帽、剪接和加上多聚腺苷酸尾鏈之後成為mRNA，被運送到細胞質，然後由核糖體進行轉譯產生蛋白質。

信使核糖核酸（英語：messenger ribonucleic acid），是由DNA經由轉錄而來，帶著相應的遺傳訊息，為下一步轉譯成蛋白質提供所需的訊息。在细胞中，mRNA從合成到被降解，經過了數個步驟。在轉錄的過程中，第二型RNA聚合酶（RNA polymerase II）從DNA中複製出一段遺傳訊息到前mRNA（尚未經過修飾或是部分經過修飾的mRNA，英文pre-messenger RNA，简称pre-mRNA，或是heterogeneous nuclear RNA，简称hnRNA）上。在原核生物中，除了5'加帽之外mRNA並未被進一步處理（但有些罕有的特例），而經常是邊轉錄邊轉譯。在真核生物中，轉錄跟轉譯發生在細胞的不同位置，轉錄發生在儲存DNA的細胞核中，而轉譯是發生在細胞質中。不過，曾有研究學者認為真核生物亦有邊轉錄邊轉譯的現象，只是這個觀點未被廣泛接受。

## 转录后修饰
在真核生物中，mRNA在準備好轉譯前需要經過多個處理步驟：
1. 首先pre-mRNA需要加上一個5'端帽（capping）--經過甲基化（methylation）修飾的鳥嘌呤被加到mRNA的3'端。這個5'端帽對於mRNA運輸到細胞質並與之後接到適當的核糖體，以及mRNA本身的穩定是相當重要的。mRNA如果缺乏5'端帽，則很容易就被降解掉。而mRNA由5'到3'的降解亦是由移除5'端帽開始。
2. mRNA剪接（mRNA splicing）--mRNA前體去除掉內含子而保留外顯子的修飾過程。通常mRNA前體能經由數種不同的剪接方式，產生不同組態／型式的mRNA，使一段基因在不同的組織或發育過程中能經過轉錄-剪接-轉譯後產生不同型式的蛋白質，進而擁有不同的作用，或是產生出穩定性差的mRNA達到調控基因表達的目的。這種剪接型態叫做選擇性剪接。絕大部分mRNA的剪接都是由剪接體所執行，只有少數例外，例如histone mRNA沒有內含子，但是其pre-mRNA卻需要經由另外的剪接方式才能產生成熟mRNA[2]。以上所述為分子內剪接（cis-splicing），而mRNA剪接作用亦可發生在不同mRNA分子之間（trans-splicing），後者常見於原生生物的mRNA剪接[3]。除了mRNA之外，有些RNA分子也有能力催化自身的修剪，例如核酸酶會做自我切除，而第I或第II型外顯子在特殊環境下可以不藉由蛋白質酵素的作用而進行剪接，稱為自剪接作用。
3. 多聚腺苷酸化（polyadenylation）--藉由酵素多聚腺苷酸聚合酶（poly(A) + polymerase），在mRNA前體的3'端上加上了一段數個腺嘌呤序列（通常是數百個），（這項修飾並不會出現在原核生物中）。這段多聚腺苷酸尾鏈在轉錄的時候，會因為mRNA上一段特殊的訊息，AAUAAA，而在mRNA後方特定位置上加上多聚腺苷酸尾鏈。多聚腺苷酸尾鏈會被多聚腺苷酸結合蛋白（poly(A) + tail-binding protein, PABP）辨識並保護住。這段AAUAAA訊號的重要性可以從以下這個例子看出：當要轉錄時，DNA分子上的AATAAA片段如果產生突變，將會導致某些血紅素缺陷[4]。另外，對於部分histone mRNA而言，此過程是不被需要的[2]。改變tRNA對mRNA上密碼子的識別，更可能改變了蛋白質上胺基酸的組成。

多聚腺苷酸化（polyadenylation）能增加轉錄的半生期，使得mRNA在細胞中的存在時間能延長得久一些，因此能再轉譯出更多的蛋白質。
在pre-mRNA在被修飾過之後（包含RNA剪接及加上5'端帽與3'端上多聚腺苷酸尾），形成成熟的mRNA，從而可準備進行轉譯。成熟mRNA從細胞核被送出到細胞質中，然後核糖體結合在其上，開始轉譯出蛋白質。隨著時間進行，mRNA的多聚腺苷酸尾會被專門的外切核酸酶縮短，而5'端帽也可能被除去，使得該聚合物易受到核酸外切酵素的影響而被降解。

成熟真核细胞的mRNA的結構。一個完整的mRNA包括有5'端帽、5'非翻译区、編碼區、3'非翻译区和poly(A)尾鏈。

## 非編碼區／未翻譯區
在RNA起始密碼子之前，與終止密碼子（stop codon）之後，各有一段非編碼區，各被稱作5'UTR與3'UTR，（5'與3'非編碼區，因為DNA與RNA分子都是由5'端到3'端，也就是說這些區域是在RNA分子的兩端）是屬於不轉譯出蛋白質的序列。然而，這些區域的重要性在於它們的序列有可能藉由這些區域與不同的RNA結合蛋白（RNA-binding protein）結合，進而改變在細胞中的位置、決定mRNA的半生期，以及對細胞受到刺激時的反應而生的轉譯調控。這些都是與細胞調控本身的活性有關。
在UTRs上的某些蛋白質複合物不僅能影響RNA的穩定度，也能促進轉譯效率或是抑制轉譯，這多是依據位在UTRs上的序列而定。有些在UTR上的基因遺傳的變異也會造成上述的RNA穩定度或是轉譯效率的改變。
一些包含在UTRs的功能性序列，常能形成一些有特性的二級結構，這些造成二級結構也牽扯到調節mRNA本身。某些序列，像是SECIS,是蛋白質結合區。其中一類的mRNA元素，riboswitches，能直接結合上小分子，改變了mRNA自身的摺疊結構，也影響了轉錄或是轉譯作用。另外，有些mRNA的3'UTR含有AU-rich elemnet（ARE），能影響到mRNA的半生期。換句話說，mRNA分子可以進行自我調控。

## mRNA密码子与氨基酸的对应
| 氨基酸生化性质 | 非极性 | 极性 | 碱性 | 酸性 |  | 终止密码子 |

| 碱基1 | 碱基2  | 碱基2              | 碱基2 | 碱基2            | 碱基2  | 碱基2              | 碱基2  | 碱基2              | 碱基3 |
| 碱基1 | U      | U                  | C     | C                | A      | A                  | G      | G                  | 碱基3 |
| ----- | ------ | ------------------ | ----- | ---------------- | ------ | ------------------ | ------ | ------------------ | ----- |
| U     | UUU    | （Phe/F） 苯丙氨酸 | UCU   | （Ser/S） 丝氨酸 | UAU    | （Tyr/Y） 酪氨酸   | UGU    | （Cys/C） 半胱氨酸 | U     |
| U     | UUC    | （Phe/F） 苯丙氨酸 | UCC   | （Ser/S） 丝氨酸 | UAC    | （Tyr/Y） 酪氨酸   | UGC    | （Cys/C） 半胱氨酸 | C     |
| U     | UUA    | （Leu/L） 亮氨酸   | UCA   | （Ser/S） 丝氨酸 | UAA[B] | 终止（赭石）       | UGA[B] | 终止（蛋白石）     | A     |
| U     | UUG    | （Leu/L） 亮氨酸   | UCG   | （Ser/S） 丝氨酸 | UAG[B] | 终止（琥珀）       | UGG    | （Trp/W）色氨酸    | G     |
| C     | CUU    | （Leu/L） 亮氨酸   | CCU   | （Pro/P） 脯氨酸 | CAU    | （His/H） 组氨酸   | CGU    | （Arg/R） 精氨酸   | U     |
| C     | CUC    | （Leu/L） 亮氨酸   | CCC   | （Pro/P） 脯氨酸 | CAC    | （His/H） 组氨酸   | CGC    | （Arg/R） 精氨酸   | C     |
| C     | CUA    | （Leu/L） 亮氨酸   | CCA   | （Pro/P） 脯氨酸 | CAA    | （Gln/Q） 谷氨酰胺 | CGA    | （Arg/R） 精氨酸   | A     |
| C     | CUG    | （Leu/L） 亮氨酸   | CCG   | （Pro/P） 脯氨酸 | CAG    | （Gln/Q） 谷氨酰胺 | CGG    | （Arg/R） 精氨酸   | G     |
| A     | AUU    | （Ile/I） 异亮氨酸 | ACU   | （Thr/T） 苏氨酸 | AAU    | （Asn/N） 天冬酰胺 | AGU    | （Ser/S） 丝氨酸   | U     |
| A     | AUC    | （Ile/I） 异亮氨酸 | ACC   | （Thr/T） 苏氨酸 | AAC    | （Asn/N） 天冬酰胺 | AGC    | （Ser/S） 丝氨酸   | C     |
| A     | AUA    | （Ile/I） 异亮氨酸 | ACA   | （Thr/T） 苏氨酸 | AAA    | （Lys/K） 赖氨酸   | AGA    | （Arg/R） 精氨酸   | A     |
| A     | AUG[A] | （Met/M） 甲硫氨酸 | ACG   | （Thr/T） 苏氨酸 | AAG    | （Lys/K） 赖氨酸   | AGG    | （Arg/R） 精氨酸   | G     |
| G     | GUU    | （Val/V） 缬氨酸   | GCU   | （Ala/A） 丙氨酸 | GAU    | （Asp/D） 天冬氨酸 | GGU    | （Gly/G） 甘氨酸   | U     |
| G     | GUC    | （Val/V） 缬氨酸   | GCC   | （Ala/A） 丙氨酸 | GAC    | （Asp/D） 天冬氨酸 | GGC    | （Gly/G） 甘氨酸   | C     |
| G     | GUA    | （Val/V） 缬氨酸   | GCA   | （Ala/A） 丙氨酸 | GAA    | （Glu/E） 谷氨酸   | GGA    | （Gly/G） 甘氨酸   | A     |
| G     | GUG    | （Val/V） 缬氨酸   | GCG   | （Ala/A） 丙氨酸 | GAG    | （Glu/E） 谷氨酸   | GGG    | （Gly/G） 甘氨酸   | G     |

A 密码子AUG同时编码甲硫氨酸并作为起始点：在信使RNA的编码区里，首个ATG的出现标志着蛋白质翻译的开始。
B ^ ^ ^ 标示终止密码子为琥珀、赭石和蛋白石的历史原因可在悉尼·布伦纳的自传和鲍勃·埃德加的一篇历史性文章中找到。

## 反義RNA
在許多真核生物中，當反義RNA上的鹼基與基因的某段mRNA互補時，反義RNA（anti-sense RNA）可以抑制轉譯。反義RNA存在於細胞中之時，其互補的基因就不會合成蛋白質。這也許是一種對抗反轉錄轉座子或病毒複制的一種機制（retrotransposons是以雙股RNA作中介狀態的转座子），因為這兩者都能使用雙链RNA當中介物。在生物化學的研究中，藉由使用一段反義mRNA使得標靶mRNA無法作用（RNA干擾），這種方法已經被广泛用于研究基因的功能；例如利用RNA干擾技术，秀麗隱桿線蟲中所有基因的作用幾乎已經被研究完了。